# Jerónimo García de Quiñones

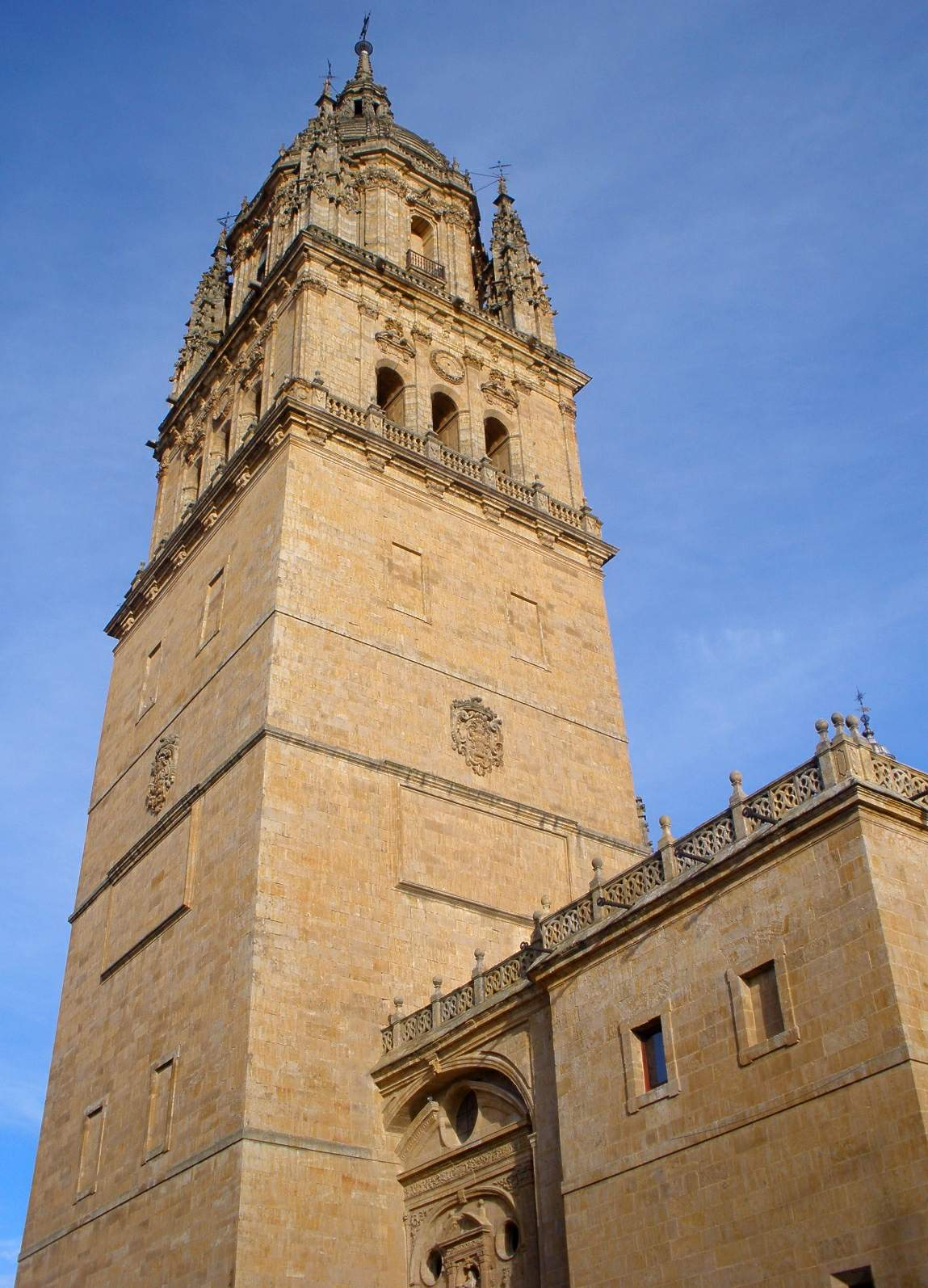
Torre de la Catedral Nueva de Salamanca. Se aprecia el talud de piedra hasta el cuerpo de campanas, que en parte invade la portada de la Catedral Vieja.

Jerónimo García de Quiñones. (Salamanca, 1730-1808) Arquitecto español. 

## Biografía
Hijo de Andrés García de Quiñones, trabajó con él, entre otras obras, en la terminación del Real Colegio del Espíritu Santo, de los jesuitas (hoy la Clerecía), en Salamanca (1755).
Tras el terremoto de Lisboa (1755) resultó muy dañada la torre de la catedral y se planteó la alternativa de derribarla y hacer otra o repararla. Se trajo al ingeniero Baltasar Dreveton que aconsejó el arreglo: zunchar la torre con cadenas tensas y hacer unos taludes de piedra para sujetar el conjunto. De la dirección de la obra se encarga Jerónimo con Manuel de los Ríos. 
Como consecuencia del mismo seísmo también resultó muy destruido el claustro de la Catedral Vieja, que reconstruyó Jerónimo entre 1785 y 1790. 
Con su padre reformó la fachada del Colegio de la Magdalena (luego destruido por los franceses, en 1812), derribando la vieja torre del palacio de los Figueroa y abriendo balcones.
Con Joaquín y Alberto de Churriguera trabajó en el proyecto del Colegio de Calatrava. En su interior destaca la escalera claustral del patio, de García de Quiñones.
En Sequeros hace la iglesia de San Sebastián y San Fabián entre 1783 y 1785.
- Datos: Q5929507